# سيمو آلتو
سيمو آلتو (بالفنلندية: Simo Aalto)‏ هو ساحر استعراضي فنلندي، ولد في 19 مارس 1960 في أولو في فنلندا.